# Rod Grams

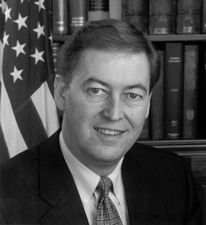
Rod Grams

Rodney Dwight "Rod" Grams, född 4 februari 1948 i Princeton, Minnesota, död 8 oktober 2013 i Crown, Minnesota, var en amerikansk republikansk politiker. Han var senator för delstaten Minnesota 1995-2001.
Grams studerade vid Carroll College i Montana 1974-1975. Han arbetade som tv- och radiojournalist innan han blev politiker. Han var nyhetsankare för KSMP-TV i Minneapolis/St. Paul 1982-1991. Han kandiderade till USA:s representanthus i 1992 års kongressval. Han besegrade sittande kongressledamoten Gerry Sikorski i valet. Efter en mandatperiod i representanthuset var det redan dags att kandidera till senaten. I republikanernas primärval vann han klart mot viceguvernören Joanell Dyrstad. Hann vann sedan i 1994 års kongressval med 49 % av rösterna. Demokraternas kandidat Ann Wynia fick 44 % och 5 % gick till en obunden kandidat, Dean Barkley.
Grams kandiderade till omval men förlorade mot Mark Dayton i 2000 års kongressval. Grams fick 43 % av rösterna mot 49 % för Dayton. Den gången gick 6 % till en obunden kandidat, Jim Gibson. I kongressvalet i USA 2006 utmanade Grams den sittande kongressledamoten Jim Oberstar. Grams förlorade stort och fick bara en dryg tredjedel av rösterna.
Han dog i tjocktarmscancer.
Han var gift med Christine Gunhus. Han hade fyra barn med sin tidigare fru Laurel som han skiljde sig från 1996.